# Billaea marmorata
Billaea marmorata är en tvåvingeart som först beskrevs av Johann Wilhelm Meigen 1838.  Billaea marmorata ingår i släktet Billaea och familjen parasitflugor. Inga underarter finns listade i Catalogue of Life.